# Banderes islàmiques

Bandera de la xahada, sovint emprada per a representar l'islam.

Les banderes islàmiques són aquelles banderes que representen l'islam o un concepte o una persona relacionades amb l'islam o encara un estat, una força militar o qualsevol altra entitat associada amb l'islam polític.
Les banderes dels estats islàmics contemporanis acostumen a utilitzar un o diversos dels considerats colors panàrabs: el negre, el vermell, el blanc i el verd, i a vegades també afegeixen inscripcions religioses com la xahada o el takbir. La xahada també s'ha convertit en una inscripció popular en les banderes gihadistes des de la dècada dels 1990.

## Història

### Islam antic
Durant l'època del profeta Muhàmmad, els primers exèrcits musulmans i les diverses caravanes utilitzaven banderes d'un sol color (generalment negres o blanques) per identificar els seus objectius. En generacions posteriors, els líders musulmans van seguir utilitzant banderes similars, de color blanc, negre o verd, sense marques, escrits o símbols de cap tipus. Muhàmmad utilitzava banderes de diversos colors en les diferents ghazwat o campanyes en què va participar Muhàmmad i saraya o campanyes comandades pels seus primers deixebles o sahaba. Una de les banderes utilitzades pel profeta, l'Estendard Negre, era coneguda com al-Uqab, «l'Àliga»; era només negre, sense cap símbol o marca. El seu nom i el color derivaven de la bandera dels Quraix, una de les tribus d'Aràbia, la bandera dels quals era negre amb una àliga i que també era coneguda com «l'Àliga.»

### Edat mitjana

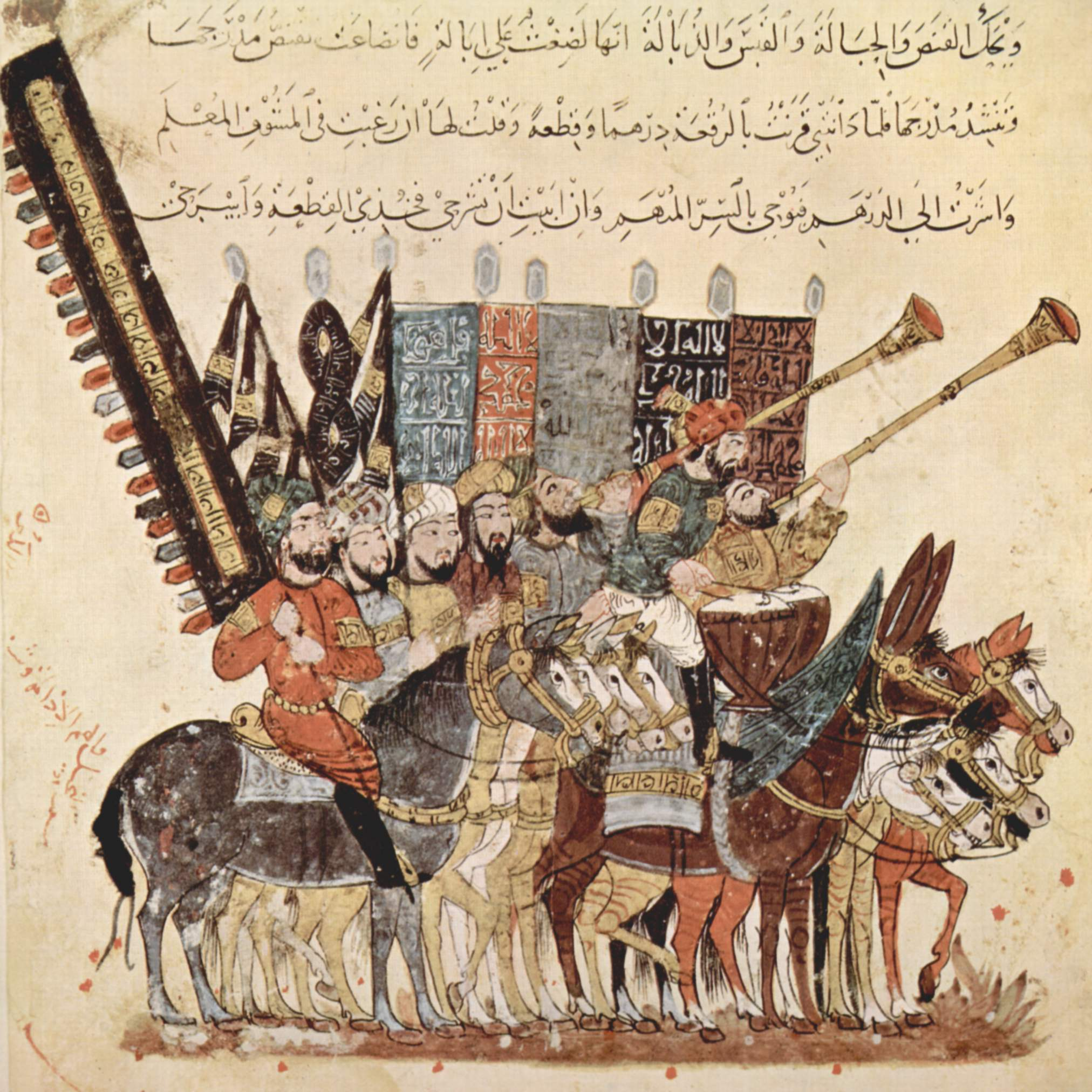
Un grup d'espectadors a cavall amb estendards inscrits observant una processó. Il·lustració de la setena Maqama d' al-Harirí al-Basrí, en un manuscrit del.

Les banderes religioses amb inscripcions es van utilitzar durant el període medieval, com mostren les miniatures del segle xii de l'il·lustrador Yahya ibn Mahmud al-Wassití. Les il·lustracions, fetes durant el segle xiv, de La història dels Tàrtars, de Hethum de Korikos (1243) mostren tant als mongols com als seleúcides utilitzant una gran varietat d'ensenyes militars.
El creixent lunar apareix en banderes atribuïdes a Tunis ja durant el segle xiv al Llibre del coneixement, molt abans que Tunis caigués sota domini otomà, el 1574. El museu de la marina espanyola de Madrid mostra dues banderes navals otomanes datades el 1616; ambdues tenen forma acabada amb cua, una verda amb un creixent blanc prop del màstil, l'altra blanca amb dues franges vermelles i el creixent prop del màstil.

### Imperi Otomà

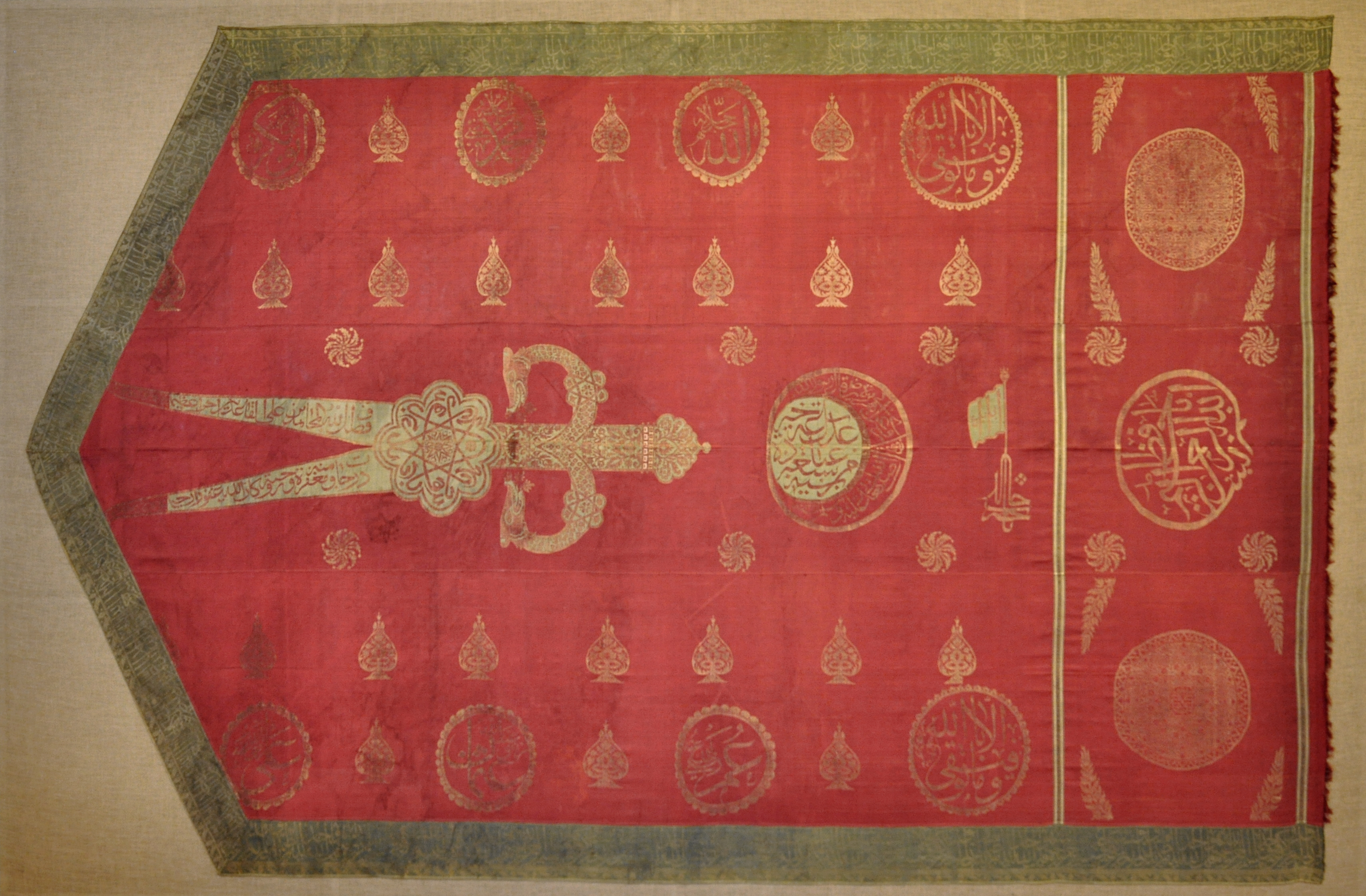
Un exemple primerenc (del) d'una bandera ZulfiKar (s'han utilitzat banderes similars com a mínim des de principis del).

Les banderes de guerra van començar a utilitzar-se a l'Imperi Otomà a partir del segle xvi, substituint gradualment (però coexistint durant molt temps) els tradicionals tugh o estendards de cua de cavall. Durant els segles xvi i xvii, les banderes bèl·liques sovint tenien representacions de l'espasa d'Alí, el Zulfiqar, que sovint era malinterpretat a la literatura occidental per un parell de tisores.
Una bandera amb Zulfiqar utilitzada per Selim I (d. 1520) es troba exhibida al palau de Topkapı. També estan representades dues banderes amb el Zulfiqar al capítol dedicat a les banderes turques del volum 7è de l'obra de Bernard Picart Cérémonies et coutumes religieuses de tous les peuples du monde (1737), atribuïdes als geníssers i als espahís.

La bandera de Turquia, continuant la tradició de la bandera otomana de 1844.

Durant el tanzimat de 1844, les banderes de l'Imperi Otomà van ser redissenyades segons l'estil dels exèrcits europeus de l'època. La bandera de la marina otomana va passar a ser vermella, ja que aquest color passava a ser el color de les banderes de les institucions seculars, mentre que el verd passava a ser el color de les institucions religioses. Com que aquestes reformes abolien tots els diversos subsultanats, pashaliks, beilicats i emirats, es va dissenyar una única bandera per reemplaçar totes les altres utilitzades per aquestes entitats, quedant una única bandera nacional. Com a resultat, va quedar una bandera vermella i blanca amb el creixent lunar i una estrella, la qual és la precursora de la bandera turca actual. També es va afegir una bandera totalment vermella per convertir-se en l'ensenya civil de tots els subjectes otomans.

### Història moderna
Estrella i lluna creixent
A mitjans del segle xx, L'estrella i la lluna creixent eren utilitzades per diversos estats successors de l'Imperi Otomà, incloses la bandera d'Algèria, la de l'Azerbaidjan, la de Mauritània, la de Tuníssia, la de Turquia, la de la República Turca de Xipre del Nord i la de Líbia.
Com a conseqüència d'una associació "túrquica", el símbol també va passar a ser utilitzat en alguns estats de l'Àsia central, com ara en les banderes de Turkmenistan i Uzbekistan. L'estrella i el creixent de la bandera del Pakistan es descriu com simbolitzant el "progrés i la llum" (mentre que el color verd es descriu com representatiu de l'islam). L'estrella i el creixent d'aquestes banderes no es consideraven, en un primer moment, com símbols religiosos; la seva associació amb l'islam sembla que es va començar a desenvolupar a principis de la dècada de 1950 o durant la dècada de 1960.
Cap a la dècada de 1970, aquest símbol havia estat abraçat tant pel nacionalisme àrab com per l'islamisme, com ara en la proposada República Islàmica Àrab (1974) com en la Nació de l'Islam americana (1973).
Els colors i la bandera panàrab

Bandera de la Rebel·lió Àrab

Bandera de l'Afganistan 1996-2001.

Els colors panàrabs es van introduir, per primera vegada, el 1916, amb la bandera de la Rebel·lió Àrab. Tot i que representaven el nacionalisme àrab secular, en contraposició a l'islamisme, l'elecció dels colors ha estat explicat retrospectivament amb un simbolisme islàmic, com explica Mahdi Abdul Hadi a l'Evolució de la Bandera Àrab (Evolution of the Arab Flag; 1986): el negre és l'Estendard Negre de Muhàmmad, el califat dels raixidun i el Califat Abbàssida; el blanc és la bandera del califat omeia; el verd és la bandera del Califat Fatimita; i el vermell la bandera del Kharigisme.
El 1917 Hussein ibn Ali, xerif de la Meca i líder de la Rebel·lió Àrab, va substituir la seva bandera vermella per una bandera amb franges horitzontals de color negre, verd i blanc, amb un espai triangular de color vermell a la zona del màstil. Es considera aquest punt el naixement de la bandera panàrab.
Des d'aquell punt, moltes nacions àrabs, després d'aconseguir la seva independència o de canviar el règim polític, han utilitzat una combinació d'aquests colors en un disseny que reflecteix la bandera de la revolta àrab. Entre aquestes banderes s'hi inclouen les de l'Iraq, Síria, el Iemen, Egipte, Kuwait, els Jordània, Palestina, Algèria i el Sudan, així com les antigues banderes de l'Iraq i Líbia.

## Banderes contemporànies

### Estats islàmics
La conceptualització moderna d'un estat islàmic s'atribueix a Abul A'la Maududi (1903–1979), un teòleg musulmà paquistantès que va fundar el partit polític Jamaat-e-Islami, a més d'inspirar altres revolucionaris islàmics com Ruhol·lah Khomeini.
Sis estats internacionalment reconeguts es defineixen com estats islàmics: l'Aràbia Saudita (formada el 1932 a partir d'un estat predecessor wahabbita), Pakistan (des del 1947), Mauritània (des del 1958), Iran (des del 1979), Iemen (des del 1991), i Afganistan (des del 2004, i abans de 1973). La majoria dels països del món àrab defineixen l'islam com la seva religió oficial. La majoria d'aquests estats tenen banderes nacionals que inclouen simbologia islàmica. A més, també hi ha estats de facto gihadistes, no reconeguts, com ara l'Estat Islàmic de l'Iraq i el Llevant, que controla parts de l'Iraq i Síria, o els talibans, Al-Xabab i Boko Haram, que controlen parts de l'Afganistan, Somàlia i Nigèria, respectivament, que utilitzen banderes gihadistes.

La bandera de l'Aràbia Saudita (de 1932, basada en una variant de 1921) mostra la xahada i una espasa sobre camp verd
La bandera de l'Iran (1980), amb un emblema molt estilitzat representant la paraula Al·lah
La bandera de l'Afganistan (2013, en variants des del 1928) mostra l'emblema nacional, representant una mesquita amb un mihrab, juntament amb una catifa de pregària a l'interior i, a sota, la xahada
La bandera de Líbia (2011) és una recuperació de la bandera de 1951 del Regne de Líbia i, per tant, no conté cap mena de simbologia religiosa (tot i que la constitució provisional de 2011 declara l'islam com la religió oficial del país i la xària com la base per la seva legislació).[7]
La bandera del Pakistan mostra una estrella i el creixent lunar sobre un camp verd. El verd representa l'islam i la majoria musulmana del Pakistan, mentre que la franja blanca representa les minories religioses que també hi ha al país. Al centre, el creixent i l'estrella simbolitzen el progrés i la llum, respectivament. La bandera simbolitza el compromís del Pakistan amb l'islam i amb els drets de les minories religioses. Està basada en la bandera original de la Lliga Musulmana, que al seu torn es va inspirar en la bandera del Sultanat de Delhi, la bandera de l'Imperi Otomà, i la bandera de l'Imperi Mogol.[8]
La bandera de Mauritània (2017, amb variants des del 1959), mostra una estrella i el creixent lunar sobre un camp verd.
A la bandera del Iemen (1990), tot i que la definició constitucional del país s'identifica el Iemen com un estat islàmic que implementa la xaria, no inclou cap simbolisme religiós.
La bandera de l'Iraq (2008, amb variants des del 1991) conté el takbir inscrit en la típica tricolor àrab. La constitució de 2008 identifica l'islam com la religió estatal, i requereix que la legislació estigui adequada a la xaria.

### Banderes inscrites

La bandera de Malàisia, amb els colors britànics tradicionals i el creixent islàmic

Algunes banderes d'estats musulmans, sigui amb la xahada, com en el cas de l'Aràbia Saudita, o en el cas de la República Islàmica de l'Iran de 1979, van estilitzar l'escriptura de la paraula Allah. La bandera de l'Iraq utilitza els colors panàrabs des del 1921, afegint el takbir a partir del 1991.
La pràctica de la inscripció de la xahada en banderes podria remuntar-se al segle xviii, en el marc del moviment religiós wahhabita. El 1902 Ibn Saüd, líder de la família Saüd i futur fundador de l'Aràbia Saudita, va afegir una espasa a la seva bandera. La bandera actual del país és una continuació de la bandera de l'Emirat de Nejd i Hasa, introduïda el 1902. La Primera República del Turkestan oriental del 1933 ho utilitzava a la seva bandera, i els talibans la van introduir en la seva bandera de l'Afganistan el 1997.

### Representació de les banderes
A diferència de la pràctica habitual a la majoria de països occidentals, les banderes s'acostumen a representar, als països islàmics, amb el màstil a la banda dreta. Aquesta pràctica és anàloga a la que segueix la majoria d'escriptures aràbigues i influenciades per aquesta. Aquesta pràctica pot causar confusió si no es mostra en context, ja que pot no ser immediatament evident el sentit en què es representa la bandera.
En concordança amb la llei islàmica, les banderes musulmanes no acostumen a representar cap tipologia d'ésser viu. No obstant, algunes banderes àrabs actuals representen l'Àliga de Saladí, introduïda per primera vegada durant la revolució egípcia de 1952 com un símbol del panarabisme.